# Dżurajdżis
Dżurajdżis (arab. جريجس) – miejscowość w Syrii, w muhafazie Hama. W 2004 roku liczyła 1567 mieszkańców.